# Lyngstertjärnen
Lyngstertjärnen är en sjö i Sundsvalls kommun i Medelpad och ingår i Ljungans huvudavrinningsområde. Sjön har en area på 0,0845 kvadratkilometer och ligger 112,3 meter över havet. Sjön avvattnas av vattendraget Lyngsterbäcken.

## Delavrinningsområde
Lyngstertjärnen ingår i det delavrinningsområde (691194-156004) som SMHI kallar för Mynnar i Rännöån. Medelhöjden är 150 meter över havet och ytan är 5,22 kvadratkilometer. Det finns ett avrinningsområde uppströms, och räknas det in blir den ackumulerade arean 21,15 kvadratkilometer. Lyngsterbäcken som avvattnar avrinningsområdet har biflödesordning 3, vilket innebär att vattnet flödar genom totalt 3 vattendrag innan det når havet efter 30 kilometer. Avrinningsområdet består mestadels av skog (91 procent). Avrinningsområdet har 0,16 kvadratkilometer vattenytor vilket ger det en sjöprocent på 3,1 procent.